# Hyde Park Corner (métro de Londres)
Hyde Park Corner (en anglais : Hyde Park Corner tube station, ou Hyde Park Corner London Underground station), est une station de la ligne Piccadilly du métro de Londres, en zone 1 Travelcard. Elle  est située sous la place Hyde Park Corner dans la Cité de Westminster sur le territoire du Grand Londres.

## Patrimoine ferroviaire

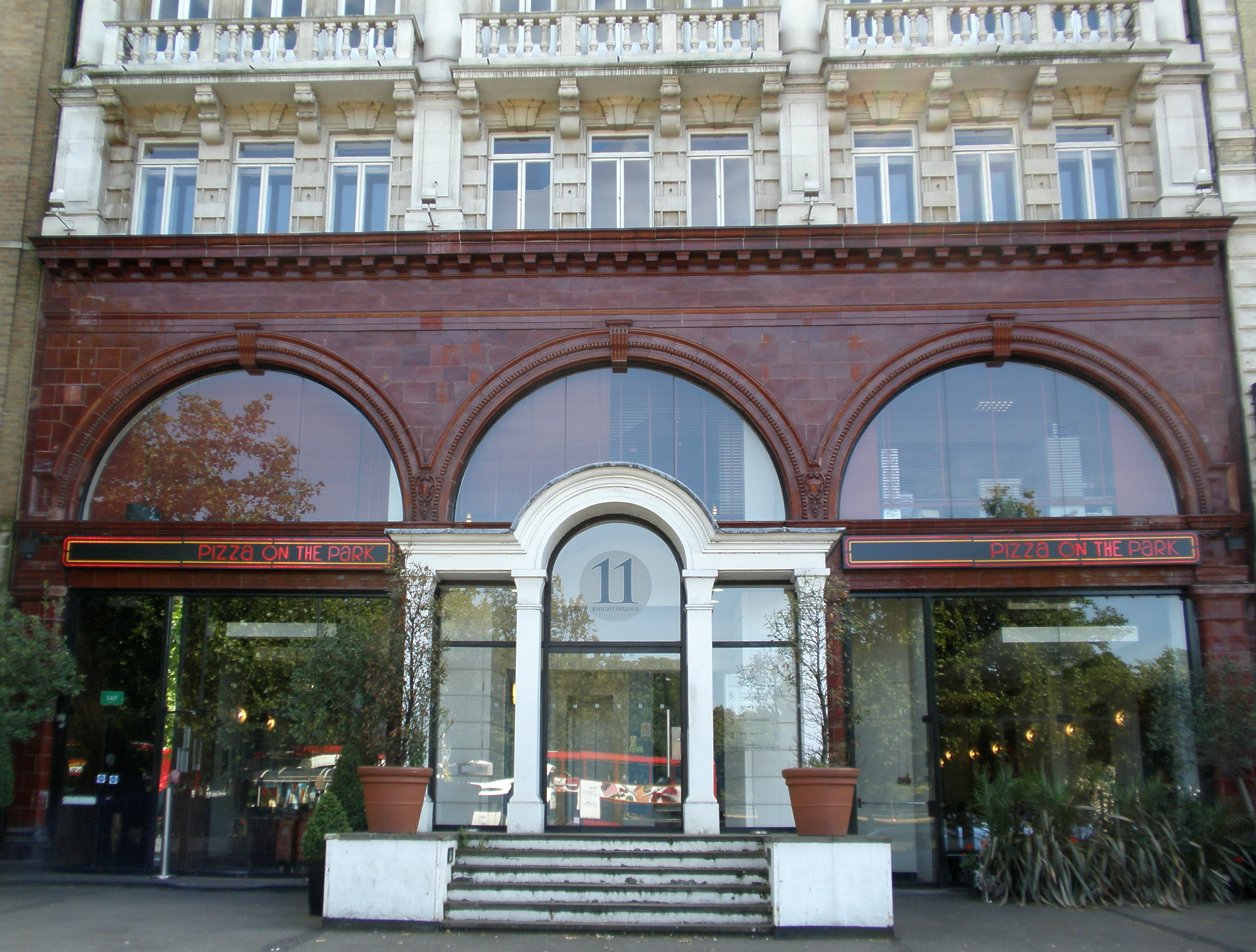
Ancienne entrée.

Lors de sa mise en service en 1906, la station a une entrée dans un bâtiment. Cet accès est désaffecté après les années 1930, quand les escaliers mécaniques ont remplacé les ascenseurs. Le vieux bâtiment est encore reconnaissable par ses arches et carreaux rouge foncé (appelés « ox-blood » (sang-de-bœuf en langue anglaise). Il a longtemps été un restaurant italien et est devenu un hôtel depuis janvier 2013.

## À proximité
- Constitution Hill
- Hyde Park
- Apsley House
- Arc de Wellington
- Ambassade de Libye au Royaume-Uni